# Sai (LDA)
Sai è un singolo del cantautore e rapper italiano LDA, pubblicato l'8 novembre 2021 come quarto estratto dal primo EP LDA.

## Descrizione
Il brano, scritto dallo stesso cantautore con Alessandro Caiazza, è prodotto da Davide Simonetta, in arte d.whale.

## Promozione
Il brano è stato presentato in anteprima nel corso della ventunesima edizione del talent show Amici di Maria De Filippi.

## Tracce
Testi e musiche di Luca D'Alessio e Alessandro Caiazza.
1. Sai – 2:50